# 1665 Gaby
1665 Gaby (1930 DQ) là một tiểu hành tinh vành đai chính được phát hiện ngày 27 tháng 2 năm 1930 bởi Reinmuth, K. ở Heidelberg.